# Lampionblume
Die Lampionblume (Physalis alkekengi) ist eine Pflanzenart aus der Gattung der Blasenkirschen (Physalis) in der Familie der Nachtschattengewächse (Solanaceae). Der Trivialname Lampionblume leitet sich von dem lampionartigen Blütenkelch ab, der die auch Judenkirsche genannte Frucht umgibt und der zur Reifezeit intensiv gefärbt ist. Die früher lateinisch Alkekengi (auch Alkakengi) genannte Lampionblume war Bestandteil der mittelalterlichen und frühneuzeitlichen Heilkunde und wird zuweilen als Zierpflanze verwendet.

## Beschreibung

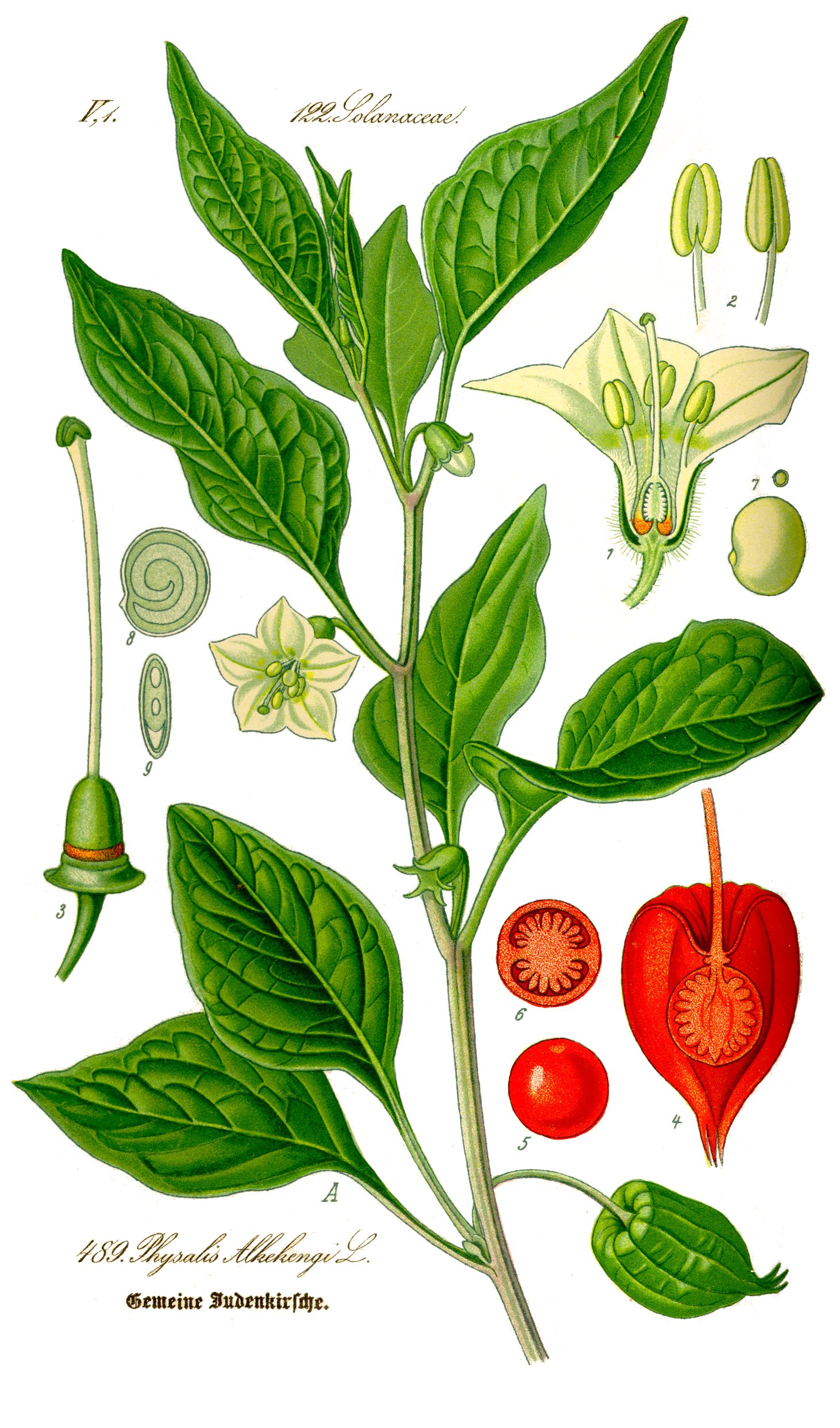
Die Pflanzenteile der Lampionblume
(Historische Illustration, 1885)

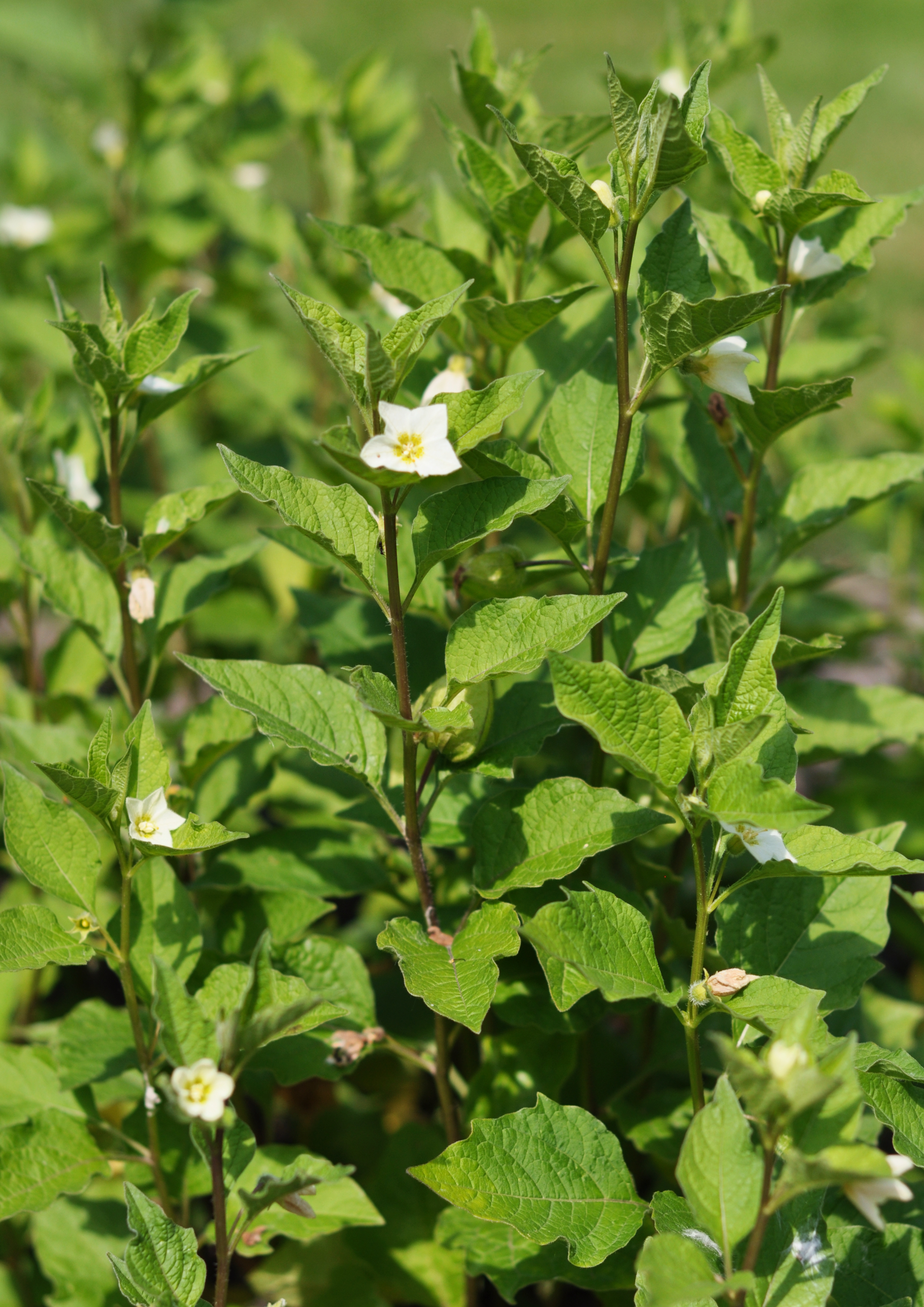
Lampionblume blühend

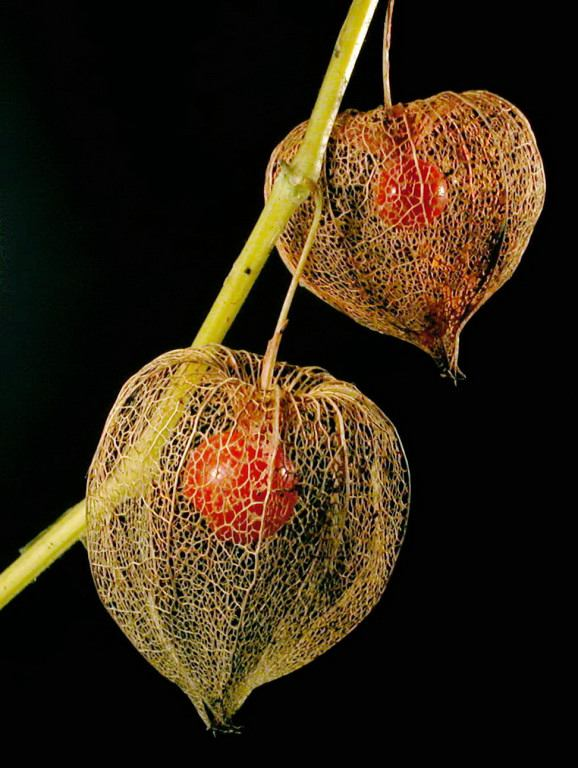
Lampionblume, reife Früchte in der Hülle im Oktober/November

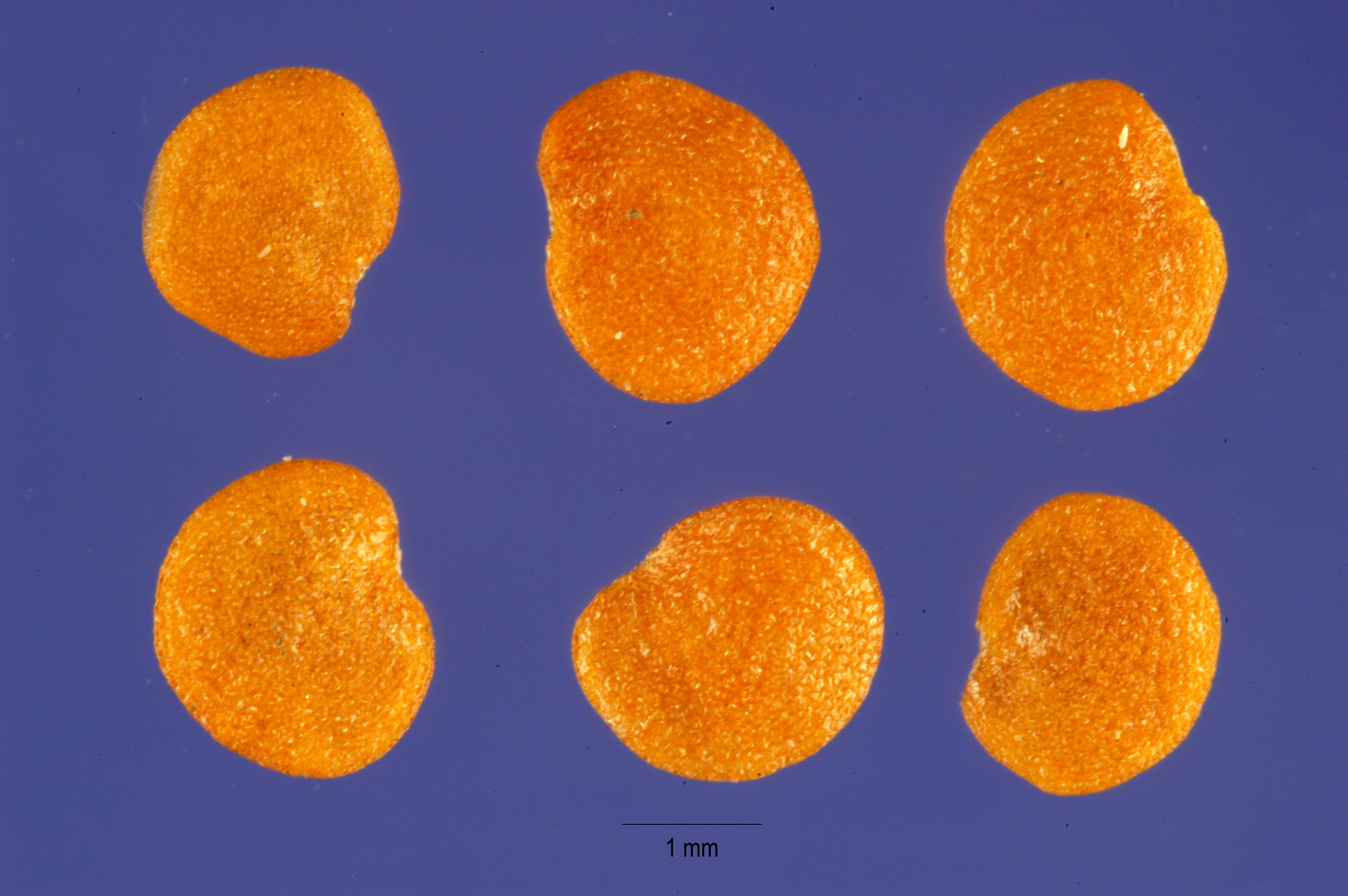
Samen der Lampionblume (Physalis alkekengi)

### Erscheinungsbild und Laubblatt
Die Lampionblume ist eine sommergrüne, ausdauernde krautige Pflanze und erreicht Wuchshöhen von 40 bis 80 Zentimetern. Ihre Rhizome sind in Mitteleuropa winterhart. Die aufrechten, zum Teil aber auch niederliegenden, an ihrer Basis manchmal etwas verholzenden Stängel sind stumpfkantig, wenig verzweigt und meist flaumig behaart. Züchtungen, zum Beispiel die Varietät Physalis alkekengi var franchetii können Wuchshöhen von bis zu 100 Zentimetern erreichen.
Meist stehen zwei Laubblätter beieinander. Der Blattstiel weist eine Länge von 1 bis 3 Zentimetern auf. Die einfache Blattspreite ist mit einer Länge von 5 bis 15 Zentimetern und einer Breite von 2 bis 8 Zentimetern schmal bis breit eiförmig mit stumpfer ungleichseitiger Spreitenbasis und oben zugespitzt. Der Blattrand ist glatt, grob gezähnt oder manchmal auffallend ungleich deltaförmig gelappt. Die Blattflächen sind kahl oder flaumig behaart.

### Blüte, Frucht und Samen
Die Blütezeit reicht von Juli bis Oktober. Der 0,6 bis 1,6 Zentimeter lange Blütenstiel ist kahl, flaumig oder zottig behaart und leicht gebogen, so dass die eher unscheinbaren Blüten nach unten hängen. Die Blüte stehen einzeln. Die zwittrigen Blüten sind, fünfzählig, fast radiärsymmetrisch mit doppelter Blütenhülle. Die fünf etwa 6 Millimeter langen Kelchblätter sind glockenförmig verwachsen und dicht flaumig behaart. Die fünf Kronblätter sind glocken- bis radförmig verwachsen, besitzen einen Durchmesser von 1,5 bis 2 Zentimetern und sind weiß mit grünlichen oder gelblichen Auge. Die fünf Staubblätter sind gelb. Es ist ein oberständiger, zweikammeriger Fruchtknoten und ein fadenförmig-zylindrischer, nach oben hin etwas verdickter Griffel vorhanden.
Nach der Befruchtung der Blüte werden zunächst die Kronblätter abgeworfen. Anschließend vergrößern sich die fünf etwas ledrigen Kelchblätter mit zunehmender Fruchtreife, so dass sie sich fast schließen und einen mit einer Länge von 2,5 bis 4 Zentimetern und einer Breite von 2 bis 3,5 Zentimetern eiförmigen, laternenartigen, zehnrippigen Kelch um die sich entwickelnde Beere bilden. Bei Reife verfärbt sich diese Hülle je nach Varietät gelblich, orange oder intensiv rot.
Der Fruchtstiel weist eine Länge von 2 bis 3 Zentimetern auf. Die glänzenden, orange- bis scharlachroten, säuerlich-bitteren Beeren weisen einen Durchmesser von etwa 1 bis 1,5 Zentimetern auf. Sie enthalten eine große Anzahl orangefarbener bis gelblich-weißer, linsen- bis nierenförmiger Samen, die einen Durchmesser von etwa 2 Millimetern aufweisen.

### Chromosomenzahl
Die Chromosomenzahl beträgt 2n = 24.

## Verbreitung
Das Ursprungsgebiet von Physalis alkekengi ist nicht mehr sicher zu ermitteln. Wahrscheinlich stammt sie aus dem submediterran-eurasiatischen Klimaraum, ist also in Südosteuropa und Westasien beheimatet. Möglicherweise stammt sie aber auch aus China. Es gibt ursprüngliche Fundangaben von Süd-, Mittel- und Osteuropa und aus den gemäßigten Zonen Asiens von der Türkei bis Korea. Die Art wurde auch in andere Teile der Welt eingeschleppt, zum Beispiel in den Nordosten der USA.
Die Lampionblume gilt als anspruchslos, sie gedeiht in Mitteleuropa am besten auf lockeren, leicht kalkhaltigen Böden. Sie ist in Mitteleuropa außerhalb von Gärten selten in trockenen Gebüschen, war in Auwäldern, steinigen Halden und Weinbergen zu finden. Einmal gepflanzt, führen die unterirdischen Rhizome zu einer schnellen Ausbreitung, die teilweise schlecht zu kontrollieren ist. Sie steigt in Oberbayern bei Bad Reichenhall bis 750 Meter auf, in Graubünden in Maladers bis 900 Meter Meereshöhe.
Die ökologischen Zeigerwerte nach Landolt et al. 2010 sind in der Schweiz: Feuchtezahl F = 3w (mäßig feucht aber mäßig wechselnd), Lichtzahl L = 3 (halbschattig), Reaktionszahl R = 4 (neutral bis basisch), Temperaturzahl T = 4 (kollin), Nährstoffzahl N = 4 (nährstoffreich), Kontinentalitätszahl K = 3 (subozeanisch bis subkontinental).

## Verwendung und Giftigkeit
Die Lampionblume wird in Parks und in Gärten als Zierpflanze verwendet.
Nach der Fruchtreife findet die Pflanze in der Floristik als Schnittblume Verwendung. Die getrockneten roten Lampions werden häufig als lange haltbare Dekorationsobjekte in Trockensträußen und -gestecken verwendet.
Die Samen liefern ein halbtrocknendes fettes Öl.
Die grünen Pflanzenteile werden als „gering giftig“ bewertet. Sie enthalten Bitterstoffe, die zu einer Reizung des Magen-Darm-Traktes führen können. Über die Essbarkeit der Beeren gibt es unterschiedliche Auffassungen. Nach mehreren Autoren soll die reife Frucht essbar sein, andere stufen sie als „giftverdächtig“ ein. Es existieren Züchtungen mit wohlschmeckenden Beeren.
In der Heilkunde wurden früher die Samen (Grana Alkakengi) verwendet. Die Früchte wurden im Mittelalter als „boberellen“ bezeichnet.
Die getrocknete Frucht der Lampionblume wird die „goldene Blume“ in der Unani-Medizin genannt, wo sie als antiseptisch, harntreibend, leberreinigend und beruhigend beschrieben ist.

## Varietäten

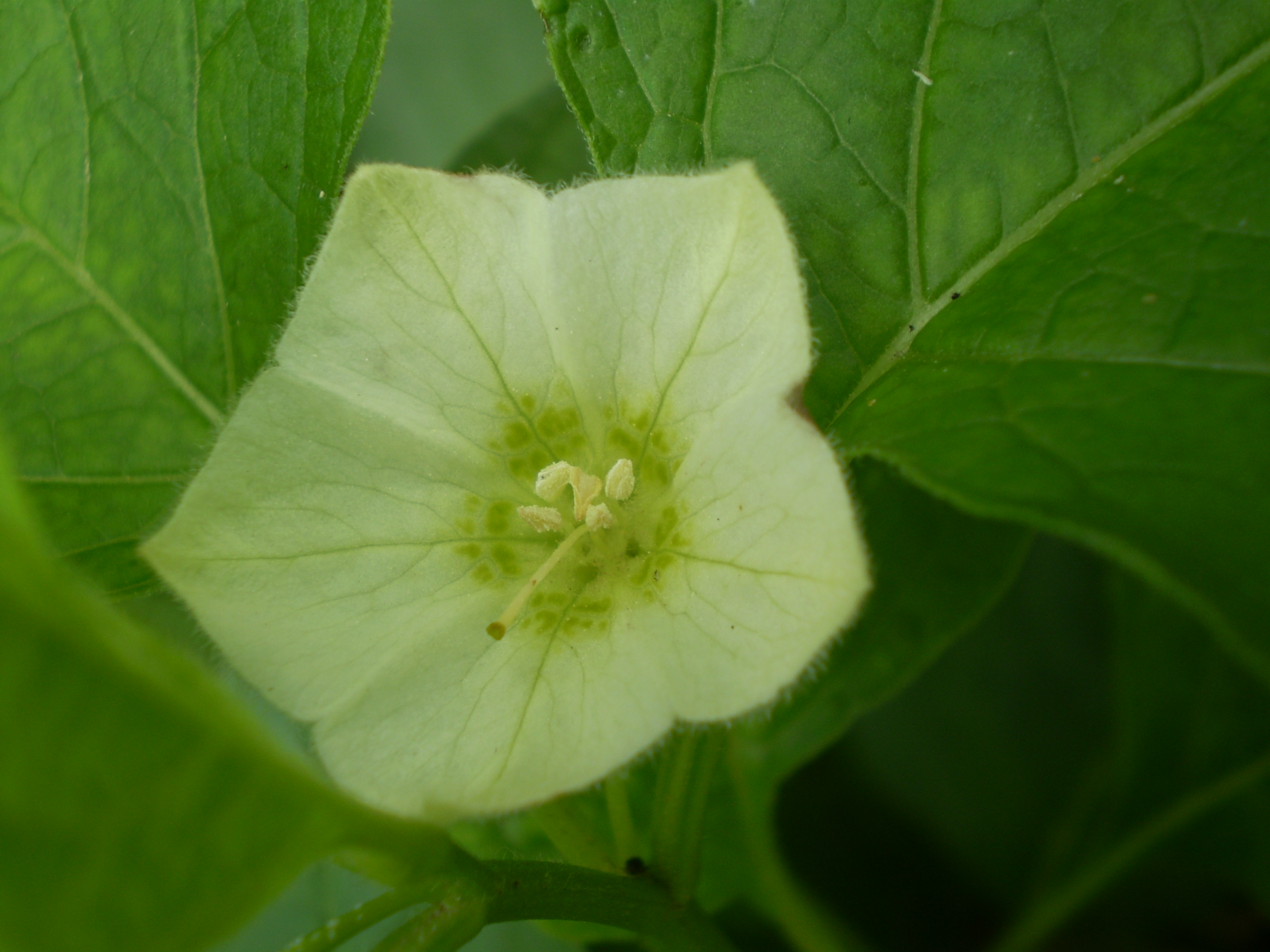
Blüte von Physalis alkekengi var. franchetii

- Physalis alkekengi L. var. alkekengi (Syn.: Physalis alkekengi var. anthoxantha H.Léveillé, Physalis alkekengi var. orientalis Pampanini, Physalis ciliata Siebold & Zuccarini, Physalis kansuensis Pojarkova)
- Physalis alkekengi var. franchetii (Masters) Makino (Syn.: Physalis franchetii Masters, Physalis alkekengi var. glabripes (Pojarkova) Grubov, Physalis franchetii var. bunyardii Makino, Physalis glabripes Pojarkova, Physalis praetermissa Pojarkova, Physalis szechuanica Pojarkova)